# Меране
Меране (нем. Meerane) — город в Германии, в земле Саксония. Подчинён административному округу Хемниц. Входит в состав района Цвиккау. Подчиняется управлению Меране.  Население составляет 16115 человек (на 31 декабря 2010 года). Занимает площадь 19,77 км². Официальный код  —  14 1 73 160.
Город подразделяется на 4 городских района.

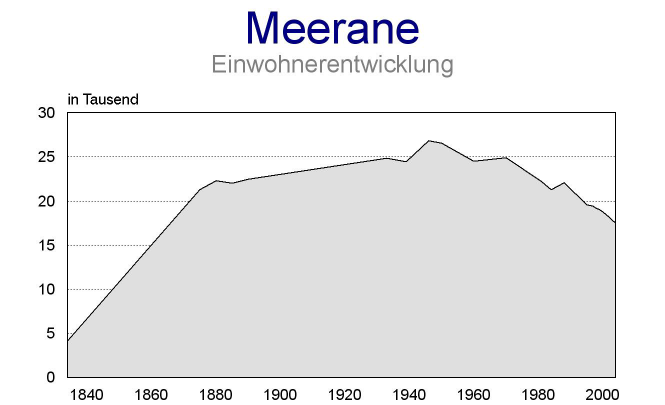
Меране